# Mniszki (Gdańsk)

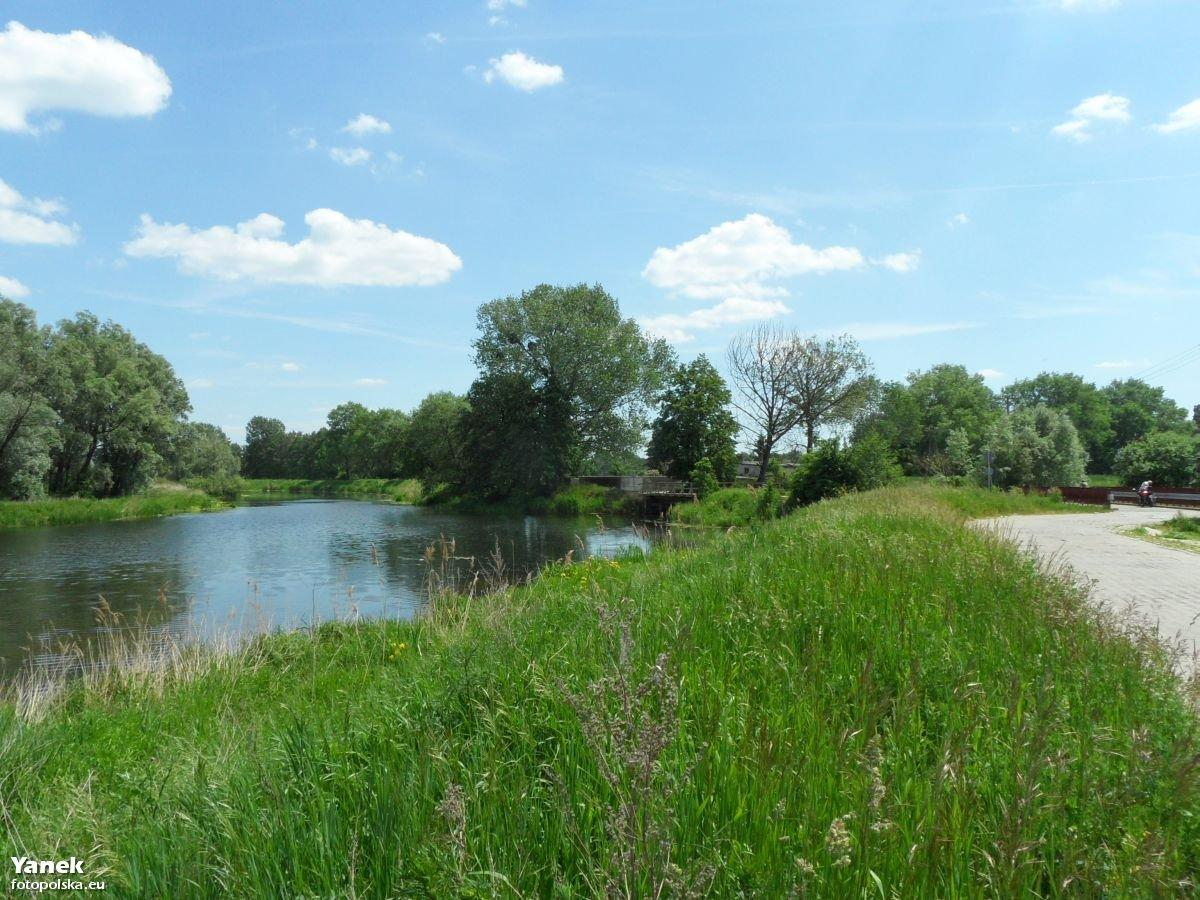
Mniszki, po lewej Motława

Mniszki (niem. Nonnenhof) – część Gdańska w dzielnicy Orunia-Św. Wojciech-Lipce, położona u ujścia Raduni do Motławy.
Mniszki są częścią jednostki morfogenetycznej Orunia. Zostały przyłączone w granice administracyjne miasta w 1933, należą do okręgu historycznego Niziny.

## Historia
Dawne nazwy: Nonnenhof, Nuniekaw.
Były to łąki należące początkowo do wsi Krępiec, od XV wieku były w posiadaniu brygidek (w 1401 wzięły w niewykupiony zastaw łąki rycerzy z Łostowic) i pokutnic (w 1467 otrzymały od biskupa włocławskiego Jakuba z Sienna pozostałe 3/4 łąk). W 1571 obszar Mniszek wynosił ok. 550 ha. W 1773 istniały tu dwór i karczma. Brygidki oddawały teren w dzierżawę okolicznej szlachcie i częściowo odsprzedawały. W 1772 podczas sekularyzacji dóbr klasztoru brygidek liczyły już tylko 25 ha. Następnie Mniszki były majątkiem państwowym. 15 sierpnia 1933 zostały włączone do Gdańska.